# کسی داخل خانه شماست
کسی داخل خانه شماست (به انگلیسی: There's Someone Inside Your House) یک فیلم سینمایی اسلشر آمریکایی آماده اکران به کارگردانی پاتریک بریس، و براساس رمان استفانی پرکینز به همین نام در سال ۲۰۱۷ ساخته شده‌است. بازیگران اصلی فیلم سیدنی پارک، تئودور پلرین، آسجا کوپر، دیل ویبلی، جسی لا تورته، برکلی دافیلد، دیگو یوزف، مارکیان تاراسیوک و سارا داگدیل می‌باشند.

## فیلمبرداری
فیلم‌برداری اصلی در ونکوور، بریتیش کلمبیا، کانادا، در ۲۲ اوت ۲۰۱۹ آغاز شد و در ۱۲ اکتبر ۲۰۱۹ به پایان رسید. فیلمبرداری اضافی برای فیلم در ۲۳ اوت ۲۰۲۰ به پایان رسید.

## انتشار فیلم
انتظار می‌رود این فیلم در فوریه ۲۰۲۱ از شبکه نتفلیکس منتشر شود.